# Kisapostag
Kisapostag là một thị trấn thuộc hạt Fejér, Hungary. Thị trấn này có diện tích 9,58 km², dân số năm 2010 là 1427 người, mật độ 149 người/km².